# Kael Becerra
Kael Alejandro Becerra Rojas (Santiago de Chile, Chile; 4 de noviembre de 1985) es un exatleta e ingeniero civil industrial chileno. Era especialista en 60 metros planos y 100 metros planos. Fue subsecretario de Deportes durante el segundo gobierno del presidente Sebastián Piñera, entre marzo y diciembre de 2018.

## Biografía
Estudió en el Andrée English School de Santiago.[cita requerida] Posteriormente se tituló de ingeniero civil industrial de la Universidad de Chile.

## Carrera deportiva
Entre sus logros, destacan la medalla de oro obtenida en los VIII Juegos Sudamericanos, realizado el año 2006 en Mar del Plata y las medallas de oro obtenidas en los Super Grand Prix indoor IAAF de Gantes 2007 y Valencia 2007 en los 60 m planos. En torneos mundiales, destaca su 4.° lugar obtenido en la Universiada 2009 en Belgrado, Serbia.
Posee los records nacionales de menores sub-18 en 60 m planos (6.93 s), 100 m planos (10.72 s) y 200 m planos (21.46 s). En categoría juvenil sub-20 los de 100 m planos (10,56 s), 200 m planos (21,09 s) y el relevo 4 × 100 m planos. En la categoría adulta ha sido la tercera persona más rápida de la historia de Sudamérica en los 60 m planos en pista cubierta, con un registro de (6.61 s).[cita requerida] En la actualidad, Kael Becerra es el atleta con mayor cantidad de récords nacionales en Chile.
Se retiró del atletismo en 2013, debido a una grave enfermedad que le impidió clasificar a los Juegos Olímpicos de Londres 2012.

## Carrera política
Integró el comando presidencial de Sebastián Piñera en 2017, siendo parte del «Consejo Ciudadano» y colaborando con el equipo programático que desarrolló el Programa de Deportes del segundo gobierno de Piñera. El 21 de febrero de 2018 se anunció su designación como subsecretario de Deportes, cargo que asumió el 11 de marzo de ese año. Cesó sus funciones como subsecretario el 5 de diciembre de 2018, siendo reemplazado por Andrés Otero.

## Mejores registros
- 60 metros indoor: 6,61 s
- 100 metros planos: 10.26 s
- 200 metros planos: 20.73 s